# SummerSlam (2024)
O SummerSlam 2024, também promovido como SummerSlam: Cleveland, foi um evento de luta profissional produzido pela WWE. Foi o 37º SummerSlam anual e aconteceu no sábado, em 3 de agosto de 2024, no Cleveland Browns Stadium em Cleveland, Ohio. O evento foi transmitido via pay-per-view (PPV) e live streaming, e contou com lutadores das marcas Raw e SmackDown. Este foi o segundo evento SummerSlam em Cleveland, depois do evento de 1996, que foi realizado na Gund Arena (agora conhecida como Rocket Mortgage FieldHouse). O lutador da WWE e nativo da área de Cleveland, The Miz, serviu como anfitrião do evento.
Este foi o primeiro SummerSlam realizado após a fusão da WWE com a subsidiária da Endeavor, Ultimate Fighting Championship (UFC), em setembro de 2023, sob a bandeira da TKO Group Holdings. Foi o último SummerSlam transmitido ao vivo no WWE Network, que fechou em todos os mercados onde o serviço ainda estava disponível em janeiro de 2025, com o conteúdo da WWE migrando para a Netflix.
Sete lutas foram disputadas no evento. No evento principal, que foi o combate principal do SmackDown, Cody Rhodes derrotou Solo Sikoa em uma luta Bloodline Rules para reter o Campeonato Indiscutível da WWE. Na penúltima luta, que foi a luta principal do Raw, Gunther derrotou Damian Priest para conquistar o Campeonato Mundial de Pesos Pesados. O evento marcou o retorno de Roman Reigns à WWE desde que entrou em um hiato após a WrestleMania XL em abril de 2024.

## Produção
SummerSlam é um evento anual de wrestling profissional tradicionalmente realizado em agosto pela WWE desde 1988. Apelidado de "A Maior Festa do Verão", é um dos cinco maiores eventos do ano da promoção, junto com WrestleMania, Royal Rumble, Survivor Series e Money in the Bank , conhecidos como os "Cinco Grandes". Dos cinco, é considerado o segundo maior evento do ano da WWE, atrás da WrestleMania.

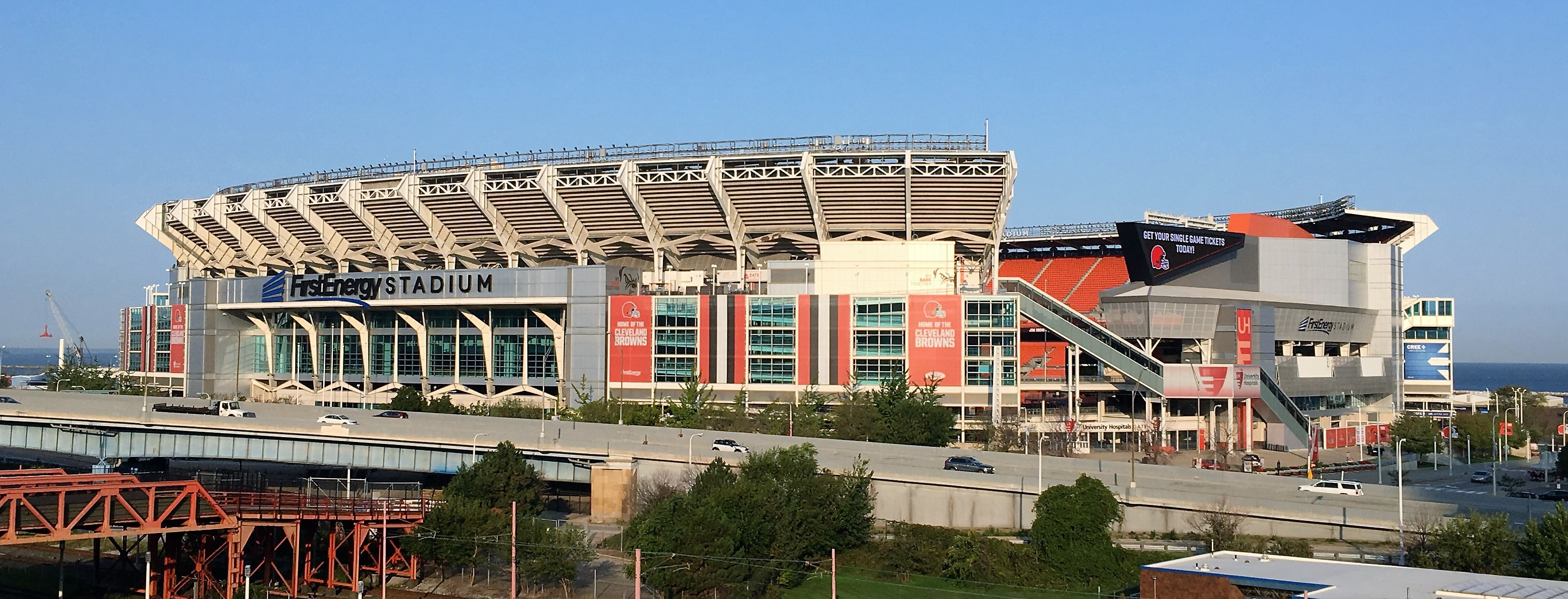
O evento foi realizado no Cleveland Browns Stadium em Cleveland, Ohio.

Anunciado em 12 de março de 2024, o 37º SummerSlam foi realizado no sábado, em 3 de agosto de 2024, no Cleveland Browns Stadium em Cleveland, Ohio e contou com lutadores do Raw e SmackDown divisões de marca. Como parte da semana SummerSlam, o episódio de 2 de agosto do Friday Night SmackDown foi realizado no Rocket Mortgage FieldHouse com uma série de eventos sendo realizados em Cleveland durante a semana antes e depois do SummerSlam. Posteriormente, este foi o segundo SummerSlam realizado em Cleveland, após o evento 1996, que foi realizado no Rocket Mortgage Fieldhouse quando o local ainda era conhecido como Gund Arena.

### Locais de transmissão
SummerSlam foi transmitido ao vivo no tradicional pay-per-view em todo o mundo e também livestream no Peacock nos Estados Unidos, Disney+ Hotstar na Indonésia, Disney+ nas Filipinas, Binge na Austrália, Abema no Japão, SonyLIV  na Índia e a WWE Network em todos os outros países. Em janeiro de 2024, a WWE anunciou que todo o conteúdo do WWE Network seria transferido para Netflix em todos os países onde o primeiro ainda estivesse disponível como um serviço independente a partir de janeiro de 2025, tornando o evento de 2024 o último SummerSlam a ser transmitido ao vivo no WWE Network.

### Outros eventos relacionados ao SummerSlam
Como parte do fim de semana do SummerSlam, o episódio de 2 de agosto de Friday Night SmackDown foi realizado no próximo Rocket Mortgage FieldHouse, enquanto Damian Priest, Sami Zayn, e WWE Hall of Famer The Undertaker estavam programados para ter eventos no Agora Theatre and Ballroom - com Priest apresentando uma exibição e painel de discussão de seu documentário na sexta-feira tarde antes do SmackDown, Zayn apresentando um show de comédia na noite de sexta-feira após o SmackDown e Undertaker apresentando seu 1 deadMan Show na tarde de sábado antes do SummerSlam.

### Rivalidades
O card incluiu lutas resultantes de histórias roteirizadas. Os resultados são predeterminados pelos escritores da WWE nas marcas Raw e SmackDown, enquanto as histórias são produzidas nos programas semanais de televisão da WWE, Monday Night Raw e Friday Night SmackDown.
Em 23 de maio de 2024, durante uma aparição na atração WWE Experience na Arábia Saudita, o Diretor de conteúdo da WWE Paul "Triple H" Levesque anunciou que os vencedores de ambos os torneios King of the Ring e Queen of the Ring receberiam uma luta pelos títulos mundiais de suas respectivas marcas no SummerSlam. No King and Queen of the Ring dois dias depois, Gunther do Raw e Nia Jax do SmackDown venceram os respectivos torneios, assim ganhando lutas pelo Campeonato Mundial de Pesos Pesados, mantido por Damian Priest, e pelo Campeonato Feminino da WWE, mantido por Bayley , respectivamente.
Em meados de 2023, depois que Rhea Ripley custou a Liv Morgan o Campeonato de Duplas Feminino da WWE, as duas estavam marcadas para ter uma luta. No entanto, a luta nunca começou, pois Ripley atacou violentamente Morgan com uma cadeira de aço, ferindo o ombro de Morgan e deixando-a fora de combate por vários meses. Morgan fez seu retorno no Royal Rumble de 2024 em janeiro, e começou uma "turnê de vingança", com seu objetivo de conquistar o Campeonato Mundial Feminino de Ripley devido a Ripley ter tirado meses de sua carreira. No episódio de 8 de abril do Raw, Morgan atacou Ripley nos bastidores, ferindo legitimamente o braço direito de Ripley e forçando-a a abandonar o campeonato. Nas semanas seguintes, Morgan começou a exibir mais características de vilã. No King and Queen of the Ring, Morgan venceu o Campeonato Mundial Feminino após interferência acidental do interesse amoroso de Ripley na tela, "Dirty" Dominik Mysterio. Morgan então começou a tentar seduzir Dominik, acreditando que ele a ajudou intencionalmente em suas vitórias, embora membros da equipe de Dominik, The Judgment Day, tentassem manter os dois separados. No episódio de 8 de julho do Raw, Morgan e Dominik se uniram para derrotar a Latino World Order (Rey Mysterio e Zelina Vega). Os dois comemoraram a primeira vitória de Dominik sobre seu pai e Dominik quase cedeu e beijou Morgan, mas Ripley fez um retorno surpresa e Morgan fugiu enquanto Ripley repreendia Dominik. Na semana seguinte, Ripley chamou Morgan e a desafiou para uma luta no SummerSlam pelo Campeonato Mundial Feminino. Morgan apareceu no telão e aceitou o desafio.
Na WrestleMania XL em abril, Cody Rhodes derrotou Roman Reigns em uma luta Bloodline Rules para conquistar o Campeonato Indiscutível da WWE, apesar do  The Bloodline tentar impedir que Rhodes vencesse. Após o evento, o líder do The Bloodline, Reigns, e seu colega The Rock fizeram um hiato enquanto Solo Sikoa se tornou o líder interino, posteriormente expulsando Jimmy Uso do grupo e adicionando The Tongans (Tama Tonga e Tonga Loa) e Jacob Fatu para The Bloodline. O empresário do grupo Paul Heyman também foi posteriormente expulso depois de se recusar a reconhecer Sikoa como o novo Chefe Tribal do The Bloodline. No Money in the Bank, The Bloodline (Sikoa, Fatu e Tama) derrotou Rhodes, Kevin Owens e Randy Orton em luta de trios, com Sikoa derrotando Rhodes No SmackDown seguinte, The Bloodline falou sobre sua vitória quando Rhodes interrompeu e disse que sabia que Sikoa queria uma luta pelo Campeonato Indiscutível da WWE no SummerSlam e aceitou o desafio. A Bloodline então o atacou e se defendeu de um ataque de Orton, antes de aplicar um powerbomb no último na mesa dos comentaristas.
Durante meses, LA Knight tentou conseguir uma luta contra Logan Paul pelo Campeonatos dos Estados Unidos da WWE. Durante uma luta classificatória do Money in the Bank no episódio de 28 de junho do SmackDown, Knight derrotou Paul. Knight não teve sucesso na luta Money in the Bank, mas no SmackDown seguinte, ele destacou como derrotou Paul para estar naquela luta de escadas e posteriormente desafiou Paul pelo Campeonato dos Estados Unidos. A assinatura do contrato foi realizada no episódio de 19 de julho, o que oficializou a luta do SummerSlam na cidade natal de Paul, Cleveland.
No Money in the Bank, Sami Zayn derrotou Bron Breakker para reter o Campeonato Intercontinental da WWE. Breakker então começou a atacar violentamente Zayn e Ilja Dragunov nas semanas seguintes com a intenção de enfrentar Zayn novamente pelo título. No episódio de 22 de julho do Raw, Breakker estava agendado para enfrentar Dragunov com o vencedor enfrentando Zayn pelo Campeonato Intercontinental no SummerSlam. Breakker derrotou Dragunov brutalmente, causando a paralisação do combate pelo árbitro e nomeando Breakker o vencedor.
No Survivor Series: WarGames em novembro de 2023, imediatamente após a luta WarGames masculina que Seth "Freakin" Rollins e Drew McIntyre participaram, CM Punk retornou à WWE depois de ficar afastado por quase 10 anos. Isso causou uma grande revolta tanto em Rollins quanto em McIntyre. Rollins e Punk posteriormente começaram a rivalizar, e Punk entrou na luta Royal Rumble masculina em janeiro com a intenção de vencer e desafiar Rollins pelo Campeonato Mundial de Pesos Pesados na WrestleMania XL. McIntyre também entrou na luta, e, durante o combate, Punk rompeu legitimamente o tríceps direito. Depois disso, McIntyre venceu a luta Elimination Chamber masculina no Elimination Chamber: Perth para enfrentar Rollins pelo título na WrestleMania, enquanto também zombava de Punk por causa de sua lesão. Punk foi posteriormente nomeado comentarista convidado especial para a luta na WrestleMania entre Rollins e McIntyre, que McIntyre venceu para conquistar o título. Após a luta, McIntyre se vangloriou na frente de Punk, que atacou McIntyre, permitindo que Damian Priest utilizasse a maleta de seu contrato Money in the Bank, conquistando o título e encerrando o reinado de McIntyre em menos de seis minutos. Punk custaria novamente a McIntyre o título no Clash at the Castle: Scotland e no evento Money in the Bank, quando McIntyre utilizava sua maleta Money in the Bank que acabara de ganhar. Neste último acontecimento, a interferência de Punk não só custou o título a McIntyre, mas também custou a Rollins, já que Rollins estava enfrentando Priest pelo título quando McIntyre utilizou seu contrato. Isso acabaria levando a uma luta entre McIntyre e Punk, que foi liberado clinicamente, sendo marcada para o SummerSlam com Rollins nomeado como o árbitro convidado especial. No Raw final antes do SummerSlam, Rollins afirmou que seria tolerante ao encerrar a luta, o que implica que provavelmente não haveria desqualificação ou contagem.

## Evento
| Função:                 | Nome:                                         |
| ----------------------- | --------------------------------------------- |
| Host                    | The Miz                                       |
| Convidado musical       | Jelly Roll                                    |
| Comentaristas ingleses  | Michael Cole                                  |
| Comentaristas ingleses  | Corey Graves                                  |
| Comentaristas ingleses  | Pat McAfee                                    |
| Comentaristas espanhóis | Marcelo Rodríguez                             |
| Comentaristas espanhóis | Jerry Soto                                    |
| Comentarista japonês    | Naomichi Marufuji                             |
| Anunciador de ringue    | Samantha Irvin                                |
| Árbitros                | Jason Ayers                                   |
| Árbitros                | Dan Engler                                    |
| Árbitros                | Daphanie LaShaunn                             |
| Árbitros                | Eddie Orengo                                  |
| Árbitros                | Chad Patton                                   |
| Árbitros                | Seth "Freakin" Rollins (CM Punk vs. McIntyre) |
| Árbitros                | Ryan Tran                                     |
| Entrevistadores         | Cathy Kelley                                  |
| Entrevistadores         | Byron Saxton                                  |
| Painel pré-show         | Jackie Redmond                                |
| Painel pré-show         | Big E                                         |
| Painel pré-show         | Wade Barrett                                  |
| Painel pré-show         | Peter Rosenberg                               |
| Painel pré-show         | X-Pac                                         |

### Lutas preliminares
O pay-per-view abriu com Triple H animando a multidão e apresentando o cantor country Jelly Roll, que cantou "God Bless America" e sua própria música, "Liar", que foi um dos dois temas do Jelly Roll para o SummerSlam. O anfitrião do evento, The Miz, apareceu para animar ainda mais a multidão para o evento.
A primeira luta do card viu Liv Morgan defender o Campeonato Mundial Feminino do Raw contra Rhea Ripley (acompanhada por "Dirty" Dominik Mysterio). No início da luta, Morgan tentou continuamente evitar Ripley entrando e saindo do ringue, mas Ripley finalmente enganou Morgan de volta ao ringue e começou a espancá-la brutalmente. Morgan conseguiu se esquivar de uma investida de Ripley no corner, fazendo com que esta deslocasse o ombro. Aproveitando a lesão, Morgan executou um Codebreaker e Ripley respondeu derrubando Morgan e recuando para o lado do ringue. Ripley forçou o ombro para trás, batendo-o na mesa dos comentaristas. Morgan continuou a concentrar seu ataque no ombro de Ripley. Com Ripley atordoada por um momento, Morgan foi ao ringue para pegar uma cadeira de aço, enquanto Ripley respondeu acertando o Riptide. Ripley então pegou a cadeira que Morgan havia recuperado, pronta para atacá-la, mas foi interrompida por Mysterio, que lhe disse que ela seria desqualificada se tentasse usar a cadeira; Morgan surpreendeu Ripley, aplicando o Oblivion, quase conseguindo vencer a luta. No entanto, Mysterio distraiu o árbitro, permitindo que Morgan executasse Oblivion em Ripley na cadeira e então fizesse o pin em Ripley para reter o campeonato. Na sequência, Mysterio se juntou a Morgan e a beijou do lado de fora do ringue, sorrindo para Ripley para indicar sua traição e nova lealdade a Morgan.
Na segunda luta, Sami Zayn defendeu o Campeonato Intercontinental do Raw contra Bron Breakker. Breakker tentou encerrar a partida mais cedo acertando Zayn com um spear, mas Zayn, tendo aprendido com as lutas anteriores, saltou sobre ele, fazendo com que Breakker caísse no corner. A luta então seguiu, com Zayn aparentemente se segurando apesar da agressão de Breakker, acertando um Blue Thunder Bomb e várias outros golpes; no entanto, depois de realizar um Frankensteiner e evitar o Helluva Kick de Zayn ao acertá-lo, Breakker correu as cordas para alcançar alta velocidade e acertou Zayn mais uma vez e o derrotou para ganhar o Campeonato Intercontinental, seu primeiro título no plantel principal.
Em seguida, Logan Paul defendeu o Campeonato dos Estados Unidos do SmackDown contra LA Knight. Paul, entre vaias da multidão, foi saudado pelo próprio Machine Gun Kelly (MGK) de Cleveland, que estava disfarçado de segurança e se juntou a Paul ao lado do ringue. Antes do combate começar oficialmente, Knight e Paul brigaram no ringue antes de eventualmente se forçarem a entrar no ringue e iniciar oficialmente a luta. No clímax, Paul foi até MGK e seus outros aliados ao lado do ringue; Knight então os atacou, mas Paul conseguiu obter seu soco-inglês característico de MGK. Conseguindo acertar um golpe com os nós dos dedos em Knight, Paul tentou seguir com um Buckshot Lariat, mas Knight evitou, acertando o BFT e fazendo o pin em Paul para conquistar o Campeonato dos Estados Unidos, seu primeiro campeonato no plantel principal.
Depois disso, Bayley defendeu o Campeonato Feminino do SmackDown contra Nia Jax. Nos momentos finais, Tiffany Stratton correu para o ringue, aparentemente para utilizar seu contrato do Money in the Bank. Subindo no ringue, Stratton foi atacada por Bayley. Jax tentou atacar a distraída Bayley, mas ela sofreu um roll-up com o pin chegando até dois. Bayley tentou um ataque, mas Jax respondeu com um powerbomb, seguido por 2 Annihilators, e posteriormente derrotou Bayley para ganhar o Campeonato Feminino da WWE pela segunda vez (seu primeiro reinado foi quando o título era conhecido como Campeonato Feminino do Raw Women's). Stratton então se juntou a Jax para comemorar a vitória.
Na quinta luta, que foi uma partida do Raw e a única sem disputa de título no card, Drew McIntyre enfrentou CM Punk com Seth "Freakin" Rollins atuando como árbitro convidado especial. Como Rollins sugeriu no Raw antes do SummerSlam, ele não desqualificou ou realizou contagem em nenhum dos combatentes. Nos momentos finais, Punk conseguiu recuperar o bracelete com o nome de sua esposa (AJ Lee) e do cachorro (Larry) que McIntyre havia roubado semanas antes, mas McIntyre conseguiu recuperá-lo quando caiu no ringue. Rollins posteriormente agarrou-o e colocou-o para mantê-lo fora do caminho, mas Punk não viu isso, pensando que Rollins estava tentando mexer com ele. Rollins acabou sendo derrubado pelos dois combatentes. Punk acertou o GTS em McIntyre, realizando o pin em McIntyre por quase dez segundos; no entanto, Rollins só se recuperou nos últimos segundos, fazendo com que McIntyre pudesse sair do pin. Punk repreendeu Rollins, que por sua vez repreendeu Punk. Um Punk frustrado então executou o GTS em Rollins antes de receber um golpe baixo de McIntyre. Depois de um último Claymore, McIntyre fez o pin em Punk; um Rollins visivelmente dolorido rastejou até os dois, contando até dois, hesitando antes de contar até três, dando a vitória a McIntyre. McIntyre então, mais uma vez, tirou dele o bracelete de Punk antes de sair do ringue.
Na penúltima luta, Damian Priest defendeu o Campeonato Mundial de Pesos Pesados do Raw contra Gunther. No meio do combate, Priest foi acompanhado ao lado do ringue por seu colega de Judgment Day, Finn Bálor, que o aplaudiu, embora Priest tenha dito a ele para ficar nos bastidores. Apesar da força esmagadora, Priest conseguiu acertar um chokeslam South of Heaven em Gunther, fazendo o pin logo em seguida. No entanto, Bálor colocou a perna de Gunther por cima da corda, impedindo que a contagem acontecesse. Priest viu o replay no telão do estádio, percebendo que Bálor havia o traído. Ele tentou violentamente atacar Bálor, mas foi estrangulado por Gunther. Contra todas as probabilidades, Priest escapou do estrangulamento, mas em vez de atacar Gunther, continuou a mirar em Bálor. Gunther realizou outro estrangulamento, desta vez forçando o árbitro a encerrar a luta, premiando Gunther com o Campeonato Mundial de Pesos Pesados.
Antes do evento principal, o apresentador do SummerSlam The Miz e seu parceiro de dupla R-Truth anunciaram um público de 57.791. A dupla do SmackDown A-Town Down Under (Austin Theory e Grayson Waller) interrompeu e zombou de Miz, Truth e da cidade de Cleveland. Eles também zombaram de Jelly Roll, que entrou no ringue com uma cadeira e atacou A-Town Down Under. Jelly Roll então executou um chokeslam em Theory, seguido por ele, Miz e Truth executando simultaneamente o Five Knuckle Shuffle de John Cena em Theory.

### Evento principal
No evento principal, Cody Rhodes defendeu o Campeonato Indiscutível da WWE, da marca SmackDown, contra Solo Sikoa em uma luta Bloodline Rules. Enquanto Rhodes se dirigia ao ringue, ele foi recebido por Arn Anderson nos bastidores, fazendo sua primeira aparição na WWE desde 2019, garantindo a Rhodes que teria reforços no combate. A luta começou sem nenhum dos lados ganhando vantagem, até que Rhodes finalmente conseguiu acertar um Cross Rhodes antes de ser atacado violentamente pelos The Tongans (Tama Tonga e Tonga Loa). Rhodes foi então auxiliado por Kevin Owens e Randy Orton, que afugentou os dois aliados da Bloodline de Sikoa. Atacando Sikoa com degraus de aço, Rhodes foi então atacado por Jacob Fatu. Fatu jogou Rhodes na mesa dos comentaristas, antes de acertar um frog splash do topo do corner, aparentemente machucando a perna direita e ferindo Rhodes no processo. Gritando com Sikoa para finalizar Rhodes, Sikoa colocou Rhodes de volta no ringue, quase caindo, embora Rhodes tenha sido capaz de responder com um Cody Cutter.
Enquanto os dois estavam deitados no ringue, a música de Roman Reigns tocou repentinamente, com ele fazendo sua primeira aparição desde a WrestleMania XL, para grande surpresa de Sikoa que se coroou como o Chefe Tribal da Bloodline na ausência de Reigns e que estava provocando Reigns alegando que Reigns nunca retornaria e que se ele retornasse e quisesse sua posição de volta, teria que retirá-la de Sikoa. Chegando ao ringue, Reigns imediatamente atacou Sikoa com um Superman Punch seguido de um Spear em seu primo. Ele então deu um aceno de aprovação para Rhodes antes de sair do ringue, olhando brevemente para Rhodes à distância. Rhodes então acertou o Cross Rhodes em Sikoa e o derrotou para reter o campeonato, sem nunca tirar os olhos de Reigns.

## Resultados
| Nº                                          | Resultados                                                | Estipulações                                                             | Tempo |
| ------------------------------------------- | --------------------------------------------------------- | ------------------------------------------------------------------------ | ----- |
| 1                                           | Liv Morgan (c) derrotou Rhea Ripley                       | Luta individual pelo Campeonato Mundial Feminino da WWE                  | 15:55 |
| 2                                           | Bron Breakker derrotou Sami Zayn (c)                      | Luta individual pelo Campeonato Intercontinental da WWE                  | 5:40  |
| 3                                           | LA Knight derrotou Logan Paul (c) (com Machine Gun Kelly) | Luta individual pelo Campeonato dos Estados Unidos da WWE                | 12:00 |
| 4                                           | Nia Jax derrotou Bayley (c)                               | Luta individual pelo Campeonato Feminino da WWE                          | 12:30 |
| 5                                           | Drew McIntyre derrotou CM Punk                            | Luta individual Seth "Freakin" Rollins foi o árbitro convidado especial. | 17:00 |
| 6                                           | Gunther derrotou Damian Priest (c)                        | Luta individual pelo Campeonato Mundial dos Pesos Pesados                | 16:40 |
| 7                                           | Cody Rhodes (c) derrotou Solo Sikoa                       | Luta Bloodline Rules pelo Campeonato Indiscutível da WWE                 | 29:10 |
| (c) – Refere-se aos campeões antes da luta. |                                                           |                                                                          |       |